# Masdevallia virens
Masdevallia virens är en orkidéart som beskrevs av Carlyle August Luer och Angel Andreetta. Masdevallia virens ingår i släktet Masdevallia och familjen orkidéer. Inga underarter finns listade i Catalogue of Life.